# Puya floccosa
Puya floccosa là một loài thực vật có hoa trong họ Bromeliaceae. Loài này được (Linden) E.Morren ex Mez miêu tả khoa học đầu tiên năm 1896.